# Dobre Kujawskie
Dobre Kujawskie – zlikwidowana wąskotorowa stacja kolejowa w Dobrem, w województwie kujawsko-pomorskim. Zlokalizowana przy ulicy Dworcowej.
Stacja była punktem początkowym linii kolejowej do Aleksandrowa Kujawskiego. Pociągi docierały tutaj od 1912 do 1970 roku. Stacja rozebrana ok. 2005 roku, a budynek dawnej parowozowni 16.09.2016.